# Constantin Ilasievici
Constantin Ilasievici (n. 1881, Dorohoi – d. 6 octombrie 1955) a fost un general român.

## Biografie
A fost ofițer de cavalerie cu studii superioare la Școala Superioară de Război. În timpul Primului Război Mondial a fost șef de stat major al Diviziei 2 Cavalerie și s-a distins în campania militară din 1916 prin salvarea acestei divizii din încercuirea germană de la pădurea Nebuna.
A fost apoi comandant al Regimentului de Escortă Regală și șef al Marelui Stat Major la Inspectoratul cavaleriei. În 1928 a fost numit comandant al școlilor militare de cavalerie. A fost și profesor de tactica cavaleriei la Școala Superioară de război.  Arhivat în 24 septembrie 2008, la Wayback Machine.
A fost numit în funcția de șef al Casei Militare Regale și mareșal al palatului de regele Carol al II-lea, imediat după preluarea puterii în iunie 1930, până în anul 1936.  În perioada 4 septembrie – 27 decembrie 1937 a fost ministrul Apărării Naționale. În perioada 28 octombrie 1939 - 3 iunie 1940, generalul de corp de armată Constantin Ilasievici a condus Armata a IV-a.
A fost înaintat la gradul de general de armată cu începere de la data de 6 iunie 1940.
A fost trecut în retragere prin decretul-lege nr. 3.094 din 9 septembrie 1940 al generalului Ion Antonescu, Conducătorul Statului Român și președinte al Consiliului de Miniștri, împreună cu mai mulți generali considerați a fi apropiați fostului rege Carol al II-lea și acuzați că, în calitate de înalți comandanți militari, s-ar fi comportat necorespunzător în împrejurările dramatice din vara anului 1940. Decretul-lege prevedea scoaterea mai multor generali din cadrele active ale armatei cu următoarea justificare: „având în vedere că următorii ofițeri generali au săvârșit acte grave de incapacitate, demoralizând prin fapta lor prestigiul oștirii și elementarele comandamente ale răspunderii de ostaș. Având în vedere că prin lingușiri și metode incompatibile cu demnitatea de ostaș au ocupat înalte comandamente, încurajând apoi neseriozitatea și lipsa demnității ofițerești; Având în vedere că prin incapacitatea acestor ofițeri generali s'a ajuns la decăderea oștirii și la acte grave prin pierderea granițelor; Socotind că Națiunea trebue să primească exemplul datoriei și al răspunderii prin sancționarea celor care s'au făcut vinovați de aceste abateri”. Efectele decretului-lege au fost anulate la 1 septembrie 1944, iar generalul Ilasievici a fost reintegrat în drepturi începând cu data trecerii sale în retragere. Generalul Ilasievici a fost apoi trecut în rezervă, în aceeași zi, pentru limită de vârstă, începând cu data de 20 martie 1943.
Printr-un decret al regelui Mihai I din 31 ianuarie 1945 generalul de armată adjutant în rezervă Constantin Ilasievici a fost numit „a la Suite” în Regimentul de Gardă Călare.
A fost arestat în 1950 și dus la Închisoarea Sighet. În 1955 se afla la Închisoarea Malmaison. A murit în timpul anchetei, în 1955, cadavrul fiind dus la Văcărești. [nefuncțională]

## Decorații
- Ordinul „Steaua României” în gradul de Mare Cruce (8 iunie 1940)[7]